# Salornay-sur-Guye

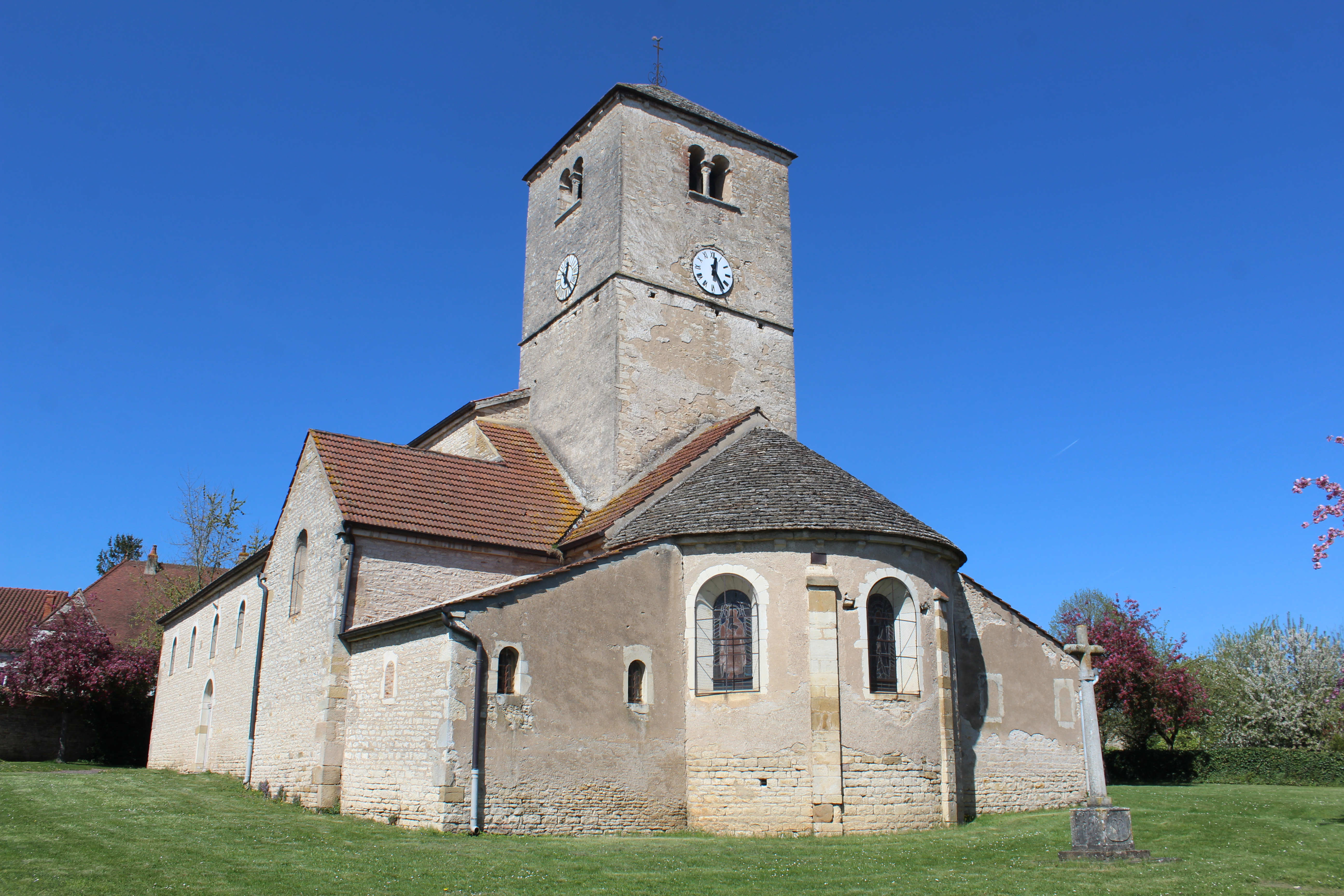
Kirche Saint-Antoine de Salornay-sur-Guye aus dem 11. Jahrhundert im romanischen Baustil.

Salornay-sur-Guye ist eine französische Gemeinde mit 869 Einwohnern (Stand 1. Januar 2022) im Département Saône-et-Loire in der Region Bourgogne-Franche-Comté. Sie gehört zum Arrondissement Mâcon und zum Kanton Cluny.

## Bevölkerungsentwicklung
- 1962: 749
- 1968: 693
- 1975: 721
- 1982: 705
- 1990: 663
- 1999: 702
- 2006: 789
- 2007: 808

## Persönlichkeiten
- Guillaume Margue (1828–1888), Abgeordneter
- Emile Chateau (1866–1952), Botaniker
- Georges Droux (1871–1951), Schriftsteller
- Lucie Aubrac (1912–2007), Widerstandskämpferin